# Jack Narz
Jack Narz (13 de noviembre de 1922 - 15 de octubre de 2008) fue un locutor y presentador televisivo estadounidense. Narz era el hermano mayor de Tom Kennedy y en su momento el cuñado de Bill Cullen. Narz eludió el infame escándalo de los concursos y logró forjarse una respetada carrera como presentador.

## Primeros años
Nacido en Louisville, Kentucky, Narz empezó su carrera haciendo trabajo de voz como uno de los narradores de la serie Aventuras de Superman. Además hizo actuaciones para la televisión de Los Ángeles y fue locutor de uno de los primeros programas infantiles de emisión nacional, Space Patrol. 
Narz inició su fama en el medio televisivo en 1952, cuando fue locutor y narrador de la sitcom Life with Elizabeth, protagonizada por Betty White. En 1955, al igual que había hecho en la radio, Narz fue locutor y compañero en la pantalla del líder de banda Bob Crosby en el show televisivo de éste. Ese mismo año también fue locutor en Place the Face, un concurso presentado por Bill Cullen, y antes por Jack Bailey. A finales de 1957, los éxitos de Narz le forzaron a él y a su familia a mudarse desde el sur de California a los suburbios de la ciudad de Nueva York.
En enero de 1958 Narz empezó a presentar su propio concurso, Dotto, en la CBS. En poco tiempo el show se hizo muy popular, emitiéndose cinco días a la semana y, a partir del verano de 1958, con carácter semanal en la NBC. Dotto formó parte posteriormente del escándalo de los concursos, y como consecuencia del mismo fue el primer show de fama en ser cancelado.

## Período trasDotto
Narz volvió a la televisión poco después de cancelarse Dotto, presentando el programa que lo reemplazó, Top Dollar (en el cual sucedía a su primer presentador, Warren Hull, como parte de un acuerdo alcanzado por la CBS y los representantes de Colgate-Palmolive y General Mills, con los cuales tenía un contrato Narz en esa época). En 1960 fue presentador invitado durante un mes del concurso The Price Is Right, sustituyendo a Bill Cullen. A finales de ese año presentó Video Village, pero solicitó dejar el show por motivos personales (Monty Hall fue su sustituto). 
Tras volver a vivir en Los Ángeles, Narz presentó Seven Keys, en un principio un concurso de carácter local, aunque más adelante pasó a la ABC (1961–1964), siendo finalmente, y hasta 1965, de nuevo un show local. Tras este programa presentó durante 13 semanas un nuevo concurso en la NBC, I'll Bet. En 1969 Narz también empezó a presentar la reposición en redifusión de Beat the Clock, hasta ser sustituido en 1972 por el locutor del show, Gene Wood.
El trabajo más prolongado de Narz como presentador se inició en 1973 en el show Concentration, emitido en redifusión hasta 1978. Además, en 1974-1975 presentó Now You See It en la CBS, y en 1979 fue locutor y productor asociado de la reposición que CBS llevó a cabo de Beat the Clock la cual, irónicamente, fue presentada por Monty Hall. Narz también fue locutor sustituto de Gene Wood en la versión de la NBC de Card Sharks. 
Tras pasar a una situación de semi-retiro, Narz dedicó parte de su tiempo a competir en torneos de golf a favor de organizaciones caritativas.

## Hermanos Narz
Aunque Narz y su hermano Tom Kennedy (cuyo nombre real era Jim Narz) llegaron a tener carreras de éxito a título individual, en ocasiones también trabajaron juntos. Así, Jack Narz actuó en el show de Tom Kennedy You Don't Say durante su emisión por la NBC, y en el programa en redifusión It's Your Bet. Tom Kennedy fue artista invitado en Beat the Clock, presentado por Jack Narz, y Narz formó parte del panel de Password Plus mientras Kennedy lo presentaba, e incluso sustituyó a su hermano mediado uno de sus episodios. Al igual que su hermano, Narz actuó en el panel de celebridades de To Tell the Truth.
En 2005 Narz y Kennedy recibieron el Premio Bill Cullen a la Trayectoria concedido por el Game Show Congress. En mayo de 2007 los dos hermanos también recibieron el Premio Diamond Circle concedido por Pacific Pioneer Broadcasters.

## Vida personal
La primera esposa de Narz fue Mary Lou Roemheld, hija del compositor ganador de un Premio Oscar Heinz Roemheld, y hermana de la esposa de Bill Cullen, Ann.  Tuvieron tres hijos y una hija. Tras divorciarse, Narz se casó con Dolores "Dodo" Vaiksnor, auxiliar de vuelo de TWA y American Airlines durante casi cincuenta años.
Jack Narz falleció el 15 de octubre de 2008 en Los Ángeles, California, a causa de las complicaciones de dos ictus.